# フロレンシア・13
フロレンシア・13（英文表記:Florencia 13）は、アメリカ合衆国カリフォルニア州ロサンゼルスに拠点を置くストリートギャング。F-13あるいはFX-13とも呼ばれる。

## 歴史

### 結成
1943年、イースト・ロサンゼルスでパチューコと呼ばれるメキシコ系アメリカ人の不良集団とアメリカ海兵の抗争をきっかけにズートスーツ暴動が発生すると、一部の住民達はギャング問題を嫌いサウス・セントラル(現サウス・ロサンゼルス)に移住する事になった。すでに同地区にはいくつかのメキシコ人居住区、所謂バリオが形成されていたが、多くはギャングの縄張りであったためにそれを嫌った移住者達はサウス・セントラル・イーストサイドのフローレンス・アベニューに移り住んだ。それらの家族の子供達がギャング化し、1940年代後半もしくは1950年頃にフロレンシア・13が結成された。
当時、まだ白人居住者が大多数を占めていたサウス・セントラル・ウエストサイドに対してイーストサイドはロサンゼルス内で黒人に許された数少ない居住区であり、クー・クラックス・クランのような白人至上主義団体から自分達の身を守るためにギャングを結成していた。フロレンシア・13は彼ら黒人ギャングを主な相手として、サーティーエイス・ストリート・ギャング等の同じメキシコ系アメリカ人のギャングとも争って行く事になる。

### スレーニョス加入
1957年になるとデューエル職業訓練機関の感化院にてバリオ・ハワイアン・ガーデンズのルイス・フローレスの元、南カリフォルニアのヒスパニック・ギャングの各幹部が集まりメキシカン・マフィア(あるいはラ・エメ)が結成される。メキシカン・マフィア傘下の南カリフォルニアの各組織の連合体であるスレーニョスにフロレンシア・13も加入する事になった。
スレーニョスの各組織はメキシカン・マフィアへの忠誠の証として組織名に"13"を加える(Mがアルファベットの13番目であるため)。これはフロレンシア・13が元となっており、その起源はメキシカン・マフィア結成以前まで遡る事ができる。当初、13はマリファナの意味で用いられていたが、メキシカン・マフィア結成後には現在の意味に転じ、スレーニョス全体に広がっていったとされている。
現在ではサウス・セントラルでの激戦を生き抜いてきたフロレンシア・13はスレーニョスの中核を成す組織と考えられている。

### 人種抗争
1969年にクリップス、1972年にブラッズが結成されると、それまでの黒人ギャングとは比較にならない凶暴性を持つ彼等は急速に組織を拡大させて行った。特に1980年代に入るとクラック・ブームに乗って組織は爆発的に巨大化し、ロサンゼルスには2万5千人の黒人ギャングメンバーがいたとされる。1993年、ロサンゼルス暴動時にクリップスメンバーが白人のみならずヒスパニック住人も襲撃していた事に対し、メキシカン・マフィアはスレーニョス各組織へスレーニョス同士の抗争の禁止、そして団結して黒人ギャングへ当たるよう通達。以後、サウス・セントラルに拠点を置くフロレンシア・13はクリップスとの抗争の主力となって行く。
2004年、フローレンス・ファイアストーンにてイーストコースト・クリップスのメンバーがフロレンシア・13の幹部の麻薬を強奪する事件が起こると、両組織は本格的に抗争に突入する。翌2005年から2007年にかけて80人以上の死者を出し、フロレンシア・13側は黒人とあらばクリップスメンバー以外の一般市民も標的にしていたという。2010年代には組織間の休戦協定により大規模な衝突は発生していないが、現在も散発的に小競り合いが続いており緊張状態にある。
なお、2007年には事態を重くみたロサンゼルス郡保安局によるフロレンシア・13摘発作戦「オペレーション・ジョーカーズ・ワイルド」が行われ、102名のメンバーが逮捕されている。

## 国外のフロレンシア・13
現在、フロレンシア・13は旧来からのチカーノに加えて新米メキシコ人、ホンジュラス人などの不法移民を多くメンバーに抱えているとされる。そういったメンバーが逮捕、強制送還され母国にてセットを開設した結果、メキシコのいくつかの都市で存在が確認されている。また、詳細は不明だがブラジルのサンパウロにもセットが存在している。